# Gonzalo Adorno Hinojosa
Gonzalo Adorno Hinojosa S.I. fue un escritor jesuita español nacido en Jerez de la Frontera en 1751 y fallecido en Viterbo, Italia, en 1812. Escribió obras sobre temas morales y religiosos, y tradujo del italiano Teoria e practica di commerzio e di marina.
- Datos: Q5882806